# Byrsonima triopterifolia
Byrsonima triopterifolia är en tvåhjärtbladig växtart som beskrevs av Adrien Henri Laurent de Jussieu. Byrsonima triopterifolia ingår i släktet Byrsonima och familjen Malpighiaceae. Inga underarter finns listade i Catalogue of Life.